# Abborrbacksdammen
Abborrbacksdammen är en sjö i Ludvika kommun i Dalarna och ingår i Norrströms huvudavrinningsområde.